# Sina Corp
Sina Corp — китайская интернет-компания. Является сетью общения между китайскими диаспорами по всему миру. Имеет четыре направления деятельности: Sina Weibo, Sina Mobile, Sina Online и Sina.net. Объединяет более 100 миллионов пользователей по всему миру.
Компания владеет сервисом Sina Weibo, который является китайским аналогом Twitter. Он занимает более 56 % китайского рынка микроблогов среди активных пользователей и более 86 % среди всех зарегистрированных в стране блогеров, обходя по этому показателю своих основных конкурентов — компании Tencent и Baidu. Sina Mobile занимается мобильным рынком, Sina Online — интернет провайдер, Sina.net — почтовый сервер.
По данным компании alexa.com по состоянию на июль 2013 года, сайт компании является 17-м по посещаемости сайтом в мире и 4-м по посещаемости сайтом в Китае.